# Georg Keßler (Verwaltungsjurist)
Maximilian Anton Friedrich Georg Keßler (* 17. Juli 1851 in Solingen; † 26. Juni 1910 in Berlin) war ein deutscher Verwaltungsbeamter, zuletzt Oberverwaltungsgerichtsrat und Polizeipräsident von Magdeburg.

## Leben
Georg Keßlers Vater Anton Keßler war Oberregierungsrats in Arnsberg. Georg Keßler studierte an der Universität Göttingen, der Universität Bonn und an der Friedrich-Wilhelms-Universität in Berlin Rechts- und Kameralwissenschaften. 1872 wurde er zum Gerichtsreferendar ernannt; er war bis 1877 im Justizdienst in Westfalen beschäftigt. Zum 1. Juni dieses Jahres wechselte er in die allgemeine Verwaltung, wo er zum Regierungsassessor ernannt wurde; tätig war er in Hildesheim und Berlin. Nach dem Tod von Ferdinand Ochs wurde ihm zum 24. August 1879 kommissarisch und zum 28. April 1880 endgültig die Landratsstelle im Kreis Gersfeld übertragen. Ab dem 18. Juni 1882 war er beim Polizeipräsidenten von Berlin beschäftigt. Am 12. November 1885 wurde er zum Polizeidirektor in Kassel ernannt. Später folgte die Ernennung zum Polizeipräsidenten in Magdeburg. 1905 erhielt er den Titel des Oberverwaltungsgerichtsrats.
Georg Keßler war seit dem 18. Oktober 1879 mit Huberta (geborene von Schenk) verheiratet.